# 눈물을 마시는 새
《눈물을 마시는 새》는 대한민국의 판타지 소설 작가인 이영도의 장편 소설이다. 인간, 레콘, 나가, 도깨비라는 네 종족이 살아가는 가상의 세계를 배경으로 '왕이라는 직책의 정의' '신과 선민의 관계' '인간 종족의 미래'등 여러 자기 철학적인 주제들이 심도있게 다루고 있다. 한국적인 판타지를 지향한 작품으로, 도깨비나 두억시니 같은 한국의 전설 속 존재와 씨름과 윷놀이 등 한국의 전통 놀이, 15세기 고어를 바탕으로 한 아라짓어라는 언어가 등장한다.

## 서적
황금가지에서 양장본으로 네 권으로 출간하였다.
| 권제                         | 발행일          | 분량  | ISBN               |
| ---------------------------- | --------------- | ----- | ------------------ |
| 1부〈심장을 적출하는 나가〉  | 2003년 1월 18일 | 581쪽 | ISBN 9788982735745 |
| 2부〈숙원을 추구하는 레콘〉  | 2003년 1월 18일 | 627쪽 | ISBN 9788982735752 |
| 3부〈불을 다루는 도깨비〉    | 2003년 1월 18일 | 474쪽 | ISBN 9788982735769 |
| 4부〈왕을 찾아 헤메는 인간〉 | 2003년 1월 18일 | 444쪽 | ISBN 9788982735776 |

일반본으로는 양장본의 1부와 2부를 각각 두 권으로 나누어 모두 여섯 권으로 출간했다.

## 줄거리
세계는 신을 따라 네 종족으로 나뉘어 있다. ‘어디에도 없는 신’을 섬기며 정치에 뛰어난 종족 인간, ‘자신을 죽이는 신’을 섬기며 불을 자유자재로 다루는 종족 도깨비, ‘모든 이보다 낮은 여신’을 섬기며 거대한 몸에 강력한 힘을 지니고 있는 종족 레콘, ‘발자국 없는 여신’을 섬기며 온도를 볼 수 있고 니름(정신을 이용한 텔레파시)으로 대화하는 종족 나가. 각자 다른 신을 섬기고 각자 다른 삶을 고집하는 네 종족이 한 세계에 살고 있다.
세계는 크게 북부와 남부의 키보렌으로 나뉘어 있다. 천년 전, 나가들이 다른 종족들을 상대로 영토 확장을 위한 ‘대확장 전쟁’을 일으켰고, 전설적인 레콘인 ‘영웅왕’이 건국한 북부의 왕국 아라짓은 나가들과 맞선 몇백 년에 걸친 전쟁 끝에 멸망했다. 변온 동물이기에 북부의 기온에서는 살 수 없는 나가들은 자신들이 살아갈 수 있는 곳까지 나무를 심고 숲을 조성했는데, 세상의 반을 덮게 된 이 숲이 키보렌이라 이름지어지게 된다. 이후 나가를 제외한 인간, 레콘, 도깨비는 나가가 올라올 수 없는 북부에서 살게 되었고, 나가들도 북부인들이 출입할 수 없는 미로가 되어버린 키보렌속에서 살며 서로 단절된 채로 수백 년의 시간을 보내게 된다.
그로부터 700년 후, 북부인들과 나가의 단절이 원래 그랬던 것처럼 익숙해졌을 무렵, 즈믄누리 성주의 몸종인 도깨비 ‘비형 스라블’과 하늘치 발굴자인 레콘 ‘티나한’, 정체를 알 수 없는 인간 ‘케이건 드라카’에게 ‘하인샤 대사원’에서 보낸 전갈이 도착한다. 그것은 그들이 구출대를 이루어 남부의 키보렌에서 한 명의 나가를 구해와달라는 것이었다.
한편, 나가 문화의 중심지인 ‘하텐그라쥬’에서 살아가던 소년 ‘륜 페이’는 22살로 나가 나이로 성년이 되어 ‘심장 적출식’에 참가하게 된다. 심장을 적출해 심장탑에 보관함으로써 나가를 불사신으로 만들어주는 의식이지만, 어릴 적에 심장 파괴로 죽었던 아버지에 대한 기억을 가진 륜은 다가오는 적출식을 두려워한다. 적출식에 들어가기 전 륜은 친구인 ‘화리트 마케로우’가 살해당하는 것을 목격하고, 화리트가 마지막으로 남긴 부탁을 들어 심장적출을 하지 않고 북부에서 올 구출대를 만나러 북쪽으로 향하게 된다.

## 등장인물
구출대: 구출대는 '셋이서 하나를 상대한다'는 옛말에 따라, 하인샤 대사원의 부탁으로 남부 키보렌의 한 나가를 구출하기 위해 결성되었다.
- 케이건 드라카 (인간): 정체를 알 수 없는 인물로 남부의 키보렌과 역사에 대한 해박한 지식을 가지고 있다. 하인샤 대사원의 제안을 받아들여 구출대의 ‘길잡이’가 된다.

그의 이름은 키탈저 사냥꾼의 단어인 '케이건'과 '드라카'에서 따온 말로, '케이건'은 흑사자, '드라카'는 용을 의미한다. 둘 다 나가에 의해 멸종한 생물이다.
- 비형 스라블 (도깨비): 즈믄누리 성주의 몸종으로, 성주 바우 머리돌의 조언에 따라 구출대의 ‘요술쟁이’가 된다.
- 티나한 (레콘): 하늘치 발굴단의 대장이자 하늘치 발굴을 숙원으로 삼고 있다. 발굴을 위해 하인샤 대사원에 진 빚을 갚기 위해 구출대의 ‘대적자’가 된다.

나가 사회
- 륜 페이 (나가): 페이 가문의 소년이자 사모 페이의 친동생으로, 화리트가 죽자 대신 북부의 구출대와 접선하게 된다.
- 사모 페이 (나가): 나가들의 수도 하텐그라쥬에서 유명한 여인으로, 쇼자인-테-쉬크톨에 의해, 적출식을 거부하고 살해 누명을 쓴 채 도망간 륜을 추적하게 된다.
- 화리트 마케로우 (나가): 수호자 수련생으로 륜 페이의 절친한 친구이다. 원래 북부의 구출대와 접선할 사명을 띠고 있었다.
- 비아스 마케로우 (나가): 마케로우 가문의 가주가 되려는 욕심을 가진 인물로, 자신의 야망을 이루기 위해서는 어떠한 극단적인 행동도 서슴지 않고 저지른다. 또한 나가의 사회에서 상당히 인정받는 약술사이다.
- 카린돌 마케로우 (나가): 화리트의 친누나로, 비아스의 성격과 야망을 경계한다.
- 갈로텍 (나가): 수호자. 나가 사회에서는 멸시받는 남자이지만, 자신의 야망을 가지고 세계를 뒤엎을 음모를 꾸미고 있다. 주퀘도 사르마크의 영을 지닌 군령자.
- 세리스마 (나가): 수호자. 하텐그라쥬의 수호자들 중에서 가장 높은 위치에 속해 있으며, 음모와 배신자를 찾아내려 애쓴다.

북부인: 북부는 인간과 레콘, 도깨비가 살고 있다.
- 괄하이드 규리하 (인간): 규리하 지방의 변경백. 북부의 수많은 인간들처럼 800년간 실종되었던 왕의 귀환을 절실하게 바란다.
- 라수 규리하 (인간): 괄하이드의 사촌동생. 유명한 집필가이자 지독한 독설가이며 뛰어난 두뇌를 소유하고 있다.
- 오레놀 (인간): 하인샤 대사원의 대덕.
- 쥬타기 (인간): 하인샤 대사원의 대선사. 나가인 세리스마와 함께 네 종족의 운명을 뒤엎으려는 음모를 밝혀내려고 애쓴다.
- 케이 (인간): 보늬의 아들이자 유료도로당의 보좌관.
- 보늬 (인간): 케이의 어머니이자 유료도로당의 당주.
- 데오늬 달비 (인간): 북부군 교위(대나무 군단 포로). 달리기를 좋아하는 듯하며 항상 넘어지지만 무릎에는 상처 하나 없는 듯하다. 보통 사람들이 이해하기 힘든 사고 방식을 가지고 있다.
- 바우 머리돌 (도깨비): 도깨비들이 거의 유일하게 받아들이는 정치 구조인 즈믄누리의 성주이다.
- 즈라더 (레콘): 북부군의 레콘 중 하나. 거대한 양날도끼를 무기로 가지고 있다.

## 등장하는 생물, 신, 종족 또는 단체

### 사람
《눈물을 마시는 새》에서는 인간과 레콘, 도깨비, 나가와 같은 인격을 가진 존재를 통틀어 ‘사람’이라고 부른다.
- 인간

‘어디에도 없는 신’의 선민 종족으로,왕을 찾아헤메는 존재다. 그들은 과거 왕을 잃은 이후로, 왕을 찾거나, 혹은 왕이 되려고 하고 있다. 이들은 모든 선민종족중 가장 약한힘을 가지고 있지만, 어디에나 적응할 수 있는 장점을 지녔다. 이들은 또한 인간중에서만 나온다는 전설의 미녀 '나늬'를 '어디에도 없는 신'으로부터 받았다.
'어디에도 없는 신'을 섬기는 자는 '승려'로 불린다.
- 레콘

‘모든 이보다 낮은 여신’의 선민 종족으로, 숙원을 추구하는 자들이다. 대체로 난폭하며, 선민 종족들 중에서 가장 거대한 체구를 가지면서 빠르고 강하다. 성벽 정도는 가볍게 뛰어 넘는 도약 능력과, 목소리만으로 천둥과 같은 소리(계명성)를 낼 수 있는 능력을 가지고 있다.
그들은 일생에 한 번, 대륙의 최북단에 위치한 '최후의 대장간'에 들려 자신들만의 무기를 받게 된다. 레콘의 무기는 별빛을 받아 만드는 '별철'로 만들어지는데 관리만 잘 하면 반영구적으로 사용할 수 있다. 레콘의 무기는 무기를 받으러 온 레콘과 대장장이가 상의하여 결정하며, 때문에 레콘마다 그 무기의 형태가 제각각이다.
레콘은 언제나 자기 자신을 기준으로 움직이는 개인주의적 속성을 강하게 띠고 있다. 일반적으로 무기를 받은 레콘은 숙원이라 불리는 자신만의 목표를 정하고 그것에 생애를 바치거나, 자손을 낳기 위해 '신부탐색'을 떠나는 두 가지 길 중에서 하나를 선택한다.
레콘의 비중은 물보다 무겁기 때문에, 물에 빠지는 것이 곧 죽음을 의미한다. 이런 특성 때문인지 레콘은 편집증적인 공수증을 갖고 있다. 단순히 깊은 바다나 호수 등을 두려워 하는 차원을 넘어서 물에 닿는 것조차 극도로 두려워 한다. 때문에 지상 최강의 종족인 레콘에 대한 유일한 무기는 물이다.
레콘은 자신의 무기를 최후의 대장간에 돌려보내는 '납병례'란 의식을 통해서 전사로서의 삶을 마감한다. 레콘은 신체적 능력이 매우 뛰어난 종족이기 때문에, 나이를 아무리 많이 먹는다 하여도 '납병례'를 치르지 않는 이상에는 나이가 곧 그 레콘의 힘으로 인정되는 경향이 있다. 대부분의 레콘들은 납병례를 죽기 직전까지 계속 미루기 때문에 납병례를 미처 하기도 전에 죽는 레콘들이 많다. 납병례를 치른 레콘은 노인으로 취급된다.
또한 다른 종족과는 다르게, 레콘의 신(모든 이보다 낮은 여신)의 신전은 그 행방이 밝혀져 있지 않다. 그러나 케이건 드라카와 모든 이보다 낮은 여신의 대화에 따르면 최후의 대장간이 신전의 역할을 하는 듯 하다. 최후의 대장장이는 모든 이보다 낮은 여신의 사제인 셈이다.
- 도깨비

‘자신을 죽이는 신’의 선민 종족으로, 두 번 죽는 자들이다. 낙천적인 그들은 다른 생명체와는 다르게 육체와 영혼의 죽음이 따로 일어난다. 한 번 죽은 도깨비가 근처에서 살아있는 도깨비를 찾을 수 있다면, 그들은 어르신이라는 영적 존재로 다시 한 번 살아갈 수 있게 된다. 그들은 불을 자유자재로 다루며 불에 상처입지 않는다.
이들은 피에 대한 공포를 가지고 있어 폭력적인 행동을 매우 싫어한다. 이와 관련하여 작중에서 '나가들의 잔혹한 도발에 분노한 도깨비가 아킨스로우 협곡에서 10만명의 나가들을 몰살했다'는 언급이 있다. 이는 문맥적으로 살필때 분노한 것이 아닌 정신적 충격을 받은 도깨비가 불에대한 통제력을 놓았음을 짐작할 수 있다. 도깨비들에게는 그들을 이끌어줄 '성주' 외에도 '무사장'이라는 단 한명의 전투원이 있는데, '무사장'의 일은 만약 도깨비가 피를 봐야할 일이 발생할 경우 책임을 짐에 있다. 장구한 즈믄누리의 역사에서 실제로 행동했던 무사장은 단 1명뿐이었다. 이들은 '자신을 죽이는 신'으로부터 불을 다루는 능력을 받았다.
도깨비의 성주는 즈믄누리 안에서 항상 옳은 결정을 내릴 수 있다. 즈믄누리는 밤의 다섯 딸들에 의해 다른 종족들이 이해할 수 없는 구조를 가지고 있다.
- 나가

‘발자국 없는 여신’의 선민 종족으로, 심장을 적출하는 자들이다. 그들은 성인이 되면 스스로의 몸에서 심장을 적출하여 나가 도시의 중앙에 놓인 "심장탑"에 보관한다. 이 과정을 거치면 나가는 팔이나 다리, 심지어는 목이 잘려도 다시 재생되는 경이적인 재생 능력을 가진 불사의 몸이 된다. 다만 수명이 다 되어 맞는 죽음은 피할 수 없다. 다른 종족과는 다르게 살아있는 생물만을 통째로 잡아먹으며, 산 생물의 공급을 위해 숲을 확장하며 ‘대확장 전쟁’을 벌였다.
변온 동물인 나가는 주변이 추워지면 신진대사가 느려진다. 때문에 나가는 키보렌 숲 전역에 걸쳐있는 기온변화선인 '한계선' 이북에서 활동하는 것이 거의 불가능하다. '대확장 전쟁'은 나가가 이 '한계선'에 부딪혀 북진이 저지됨으로써 끝났고, '눈물을 마시는 새'의 나가는 '한계선'을 경계로 남쪽만을 지배하고 있다.
나가는 변온동물이므로 주변의 온도에 영향을 받지만, '소드락'이라는 약에 의해 잠시 동안 그것을 무시할 수 있다. '소드락'을 먹은 나가는 17분 동안 한계선 남쪽에 있는 것과 동일한 속도로 움직일 수 있다. '소드락'은 그 대단한 효과에 걸맞게 부작용 또한 만만치 않기 때문에, 하루에 3번 이상 사용하게 된다면 큰 위험을 감수해야 할 것이다.
나가 사회는 모계 사회이며, 또한 가문 중심의 사회이다. 가문의 가주는 여성이 이어받으며 그 지명은 현재의 가주가 한다. 이런 특성 때문에, 나가 사회에서 남성 나가는 권력이 거의 없는 편이다.
나가는 일정 기간을 두고 '허물 벗기'를 한다. 이때에는 온 몸의 비늘이 떨어지며, 수 시간 이상 안정을 취해야 하는 상태가 된다.
나가는 '열을 직접 보는 것'이 가능하다. 적외선 탐지기와 비슷하게, 그들의 눈에는 열이 직접 보이는 것이다.
나가들의 관습 중 쇼자인-테-쉬크톨이라는 것이 있다. 죄를 짓고 도망친 자의 혈육을 암살자로 임명하여 같은 피를 찾아내는 쉬크톨이라는 명검을 주어 끝까지 쫓아가 죽이게 하는 것. 둘 중 하나가 죽었다고 확정되지 않으면 도시로 돌아올 수 없다.

### 신
- 어디에도 없는 신

인간들이 섬기는 신으로, 어디에도 속박되지 않는 바람을 상징한다.
- 자신을 죽이는 신

도깨비들이 섬기는 신으로, 타오르면 타오를수록 점점 죽어가는 불을 상징한다.
- 발자국 없는 여신

나가들이 섬기는 신으로, 발자국을 남기지 않는 물을 상징한다.
- 모든 이보다 낮은 여신

레콘들이 섬기는 신으로, 모든 것보다 낮은 땅을 상징한다.

### 단체
- 키탈저 사냥꾼

수백년 전 사라진 사냥꾼 집단. 이름 그대로 뛰어난 사냥꾼들이 모인 집단(인간)이다. 그들이 사냥 도중 사냥감에게 공격당해 사망한다면, 그 사냥꾼의 아들은 복수의 의무를 지게 되고, 복수가 성공할 경우 사냥꾼의 아들은 사냥감의 생간을 먹는 풍습이 있다.
키탈저 사냥꾼은 '모순'에 특별한 힘이 있다고 믿는다. 그들이 무언가를 저주하는 행위는 '키탈저 사냥꾼의 저주'라고 불릴 정도로 유명하다. 그들이 말하는 저주는 자기 모순적인 구조를 가지고 있어, 문장의 논리가 성립하지 않는다. 스스로를 용의 혈족이라고 믿는다. 그 이유는 모순이 용의 힘이라 생각하기 때문이다.
예)"이제 왕은 없다. 그리고 왕이 이 모욕에 사과하지 않는 한, 앞으로도 왕은 없으리라."(과거, 인간의 왕이었던 '권능왕'에게 모욕을 받아, 키탈저 사냥꾼이 내린 저주)
- 아라짓 전사

인간을 다스리는 왕이자 레콘 전사인 '영웅왕'이 세웠던 국가의 전사. 당초 아라짓 전사는 영웅왕의 용맹한 전사를 부르는 말이었으나, 영웅왕 사후에는 아라짓의 왕이 직접 선출한 전사를 통칭하는 말로 바뀌었다. 특이한 점은, 그들은 왕에게 직접 충성을 바치는 것이 아닌, 왕가에 대대로 내려오는 '영웅왕'의 검-'쌍신검'에 충성을 바친다. 후에 쌍신검이 이미 오래전에 소실된 것이 밝혀진 이후로, 아라짓 전사들은 왕에 대한 충성을 거부하였고, 아라짓 최후의 왕인 권능왕의 시기에는 한 명의 아라짓 전사도 남아있지 않았다.
- 유료도로당

시구리아트 산맥의 길을 관리하고, 그곳을 여행하는 여행자들에게 통행료를 받는 집단이다. 그들은 아무리 지위가 높은 사람이라도 통행료를 내지 않으면 길을 열어주지 않으며, 어떠한 중범죄자라도 일단 통행료를 낸 이상에는 (그들의 도로 안에서는)철저히 보호한다. 통행료는 도로의 개보수, 여행객의 잠자리나 식사, 치료, 당원 유지 등에 쓰인다.
그들은 '모두가 통행료 앞에 평등하다'는 철학을 기본으로 움직인다. 유료도로당에는 온갖 생물의 통행료가 정해져있는 목록이 있으며, 기본적으로 그 목록에 따라 통행료가 정해진다. 목록에 없는 생물이 통행을 원할 경우, 고위 간부의 회의로 새 통행료를 정하고 징수한다.
유료도로당은 산양을 숭배한다. 이것은 '유료도로당 최초의 당주가 시구라이트 산맥에서 산양의 도움을 받아 길을 찾아냈다'는 전설에 의거한다. 실제로 그들은 산양을 지극히 아끼며, 만약 그들의 눈 앞에서 산양이 위험에 처하거나 죽을 경우 큰 분노를 발산한다.

### 그 외
- 군령자

한 사람의 몸에 여러 영이 깃들어 있는 상태를 말한다. 신은 신의 관점만큼 고등하기에 각 종족을 이해하기 어렵고, 그래서 평소에 사람들에게 깃들어있다(화신). 즉 한 몸에 둘의 영혼이 깃들어 있는 상태이며, 사람의 영만 있다면 군령자인 것. 죽은 사람의 영이 군령자의 허락을 받고(혹은 군령자가 영을 속여) 그 몸에 깃들게 된다. 또한 '전령'을 통해, 군령자 자신과 그 몸에 있는 모든 영이 다른 군령자에게로 옮겨가는 일도 가능하다. 이들을 가리켜 '영적 잡종'이라 칭하기도 한다
- 두억시니

다른 종족으로부터 신을 잃은 종족으로 불린다. 모든 개체가 평균이나 기준을 발견할 수 없는 규칙적이지 못 한 형태와 습관, 활동을 보이며, 심지어는 말조차도 제대로 하지 못하고 "심심한 장미를 콧구멍에"와 같이 단어를 뒤섞어서 의미 없는 말들만을 지껄인다.
- 하늘치

하늘치는 아무런 목적 없이 하늘을 날아다니는 거대한 생물로, 수천개의 눈을 가지고 있다. 그 거대한 등 위에는 유래를 알 수 없는 유적이 존재하고 있다.
- 용

살아 움직이는 식물이다. 용이 뿌린 포자가 발아하여 성장해 용이 되는데, 주인이 성장시키는 방식에 따라 온갖 모습으로 바뀔 수 있다. 아직 용이 되기 전의, 용의 포자가 자란 식물인 용근을 사람이 섭취할 경우 용인이 될 수 있다. 용인은 타인보다 수 배 이상 뛰어난 오감을 가지고, 또 새롭게 태어나는 용이나 용인을 느낄 수 있다.
입은 없지만 발화성 기체를 내뿜고 꼬리에 있는 발화기관을 이용해 불을 일으킬수 있다. 그러나 이는 초기의 특성일뿐, 성체가 되면 어떻게 변할지 아무도 짐작조차 할 수 없다.
- 딱정벌레

도깨비들이 사용하는 승용 동물로, 몇 미터나 되는 몸집으로 두 명 정도의 성인(레콘은 한 명)을 태울 수 있다. 도깨비들과 수화를 통해 의사 교환이 가능하다. 소음이 심하고, 하루 이상 연속으로 날 수는 없는 것으로 알려져 있다.
- 대호

일반적으로 보통의 호랑이보다 더 큰 호랑이를 가리킨다. 작품에 나온 대호는 딱 두마리, 별비와 마루나래이다.
- 흑사자

고대 아라짓어로 하면 '케이건'. 그 모피에서 저절로 열이 나와 나가들의 북부 진출을 위한 목적으로 몰살당했다. 아라짓 왕국의 왕을 상징한다.

## 후속작
후속작으로는 이 소설의 약 50년 후의 이야기를 다루는 《피를 마시는 새》가 출간되어 있다. 작가인 이영도는 《피를 마시는 새》 이후 다음 작품을 구상하지는 않는 것으로 알려져 있다.

## 참고 문헌
- 이영도, 《눈물을 마시는 새》 4권, 황금가지, 출판년도, 418p~437p